# Bathycadulus
Bathycadulus is een geslacht van tandschelpen uit de  familie van de Gadilidae.

## Soorten
- Bathycadulus fabrizioi Scarabino, 1995
- Bathycadulus hendersoni Scarabino V, C. H. Caetano & A. Carranza, 2011
- Bathycadulus queirosi Scarabino V, C. H. Caetano & A. Carranza, 2011
- Bathycadulus segonzaci Scarabino V, C. H. Caetano & A. Carranza, 2011